# Frank Thorolfson
Frank Thorolfson (* 5. Februar 1914 in Winnipeg; † 26. März 1977 in Hamilton, Ontario) war ein kanadischer Pianist, Dirigent, Musikpädagoge und Komponist isländischer Herkunft.
Der Sohn des Sängers und Chorleiters Halldor Thorolfson studierte Klavier bei Eva Clare und Ragnar H. Ragnar und Dirigieren an der McGill University. Von 1944 bis 1946 diente er in der kanadischen Armee, danach setzte er seine musikalische Ausbildung am Chicago Musical College bei Rudolph Ganz, Hans Rosenwald und Paul Nettl fort.
Er unterrichtete von 1949 bis 1951 an der Chicago Metropolitan School of Music und am Chicago Musical College. Nach seiner Rückkehr nach Kanada wirkte er von 1955 bis 1958 als Organist an der Knox-Metropolitan United Church und unterrichtete am Konservatorium von Regina. 1959 wurde er Musikdirektor an der McMaster University. Er leitete von 1965 bis 1970 deren Fakultät für Musik und unterrichtete Musikgeschichte und Ästhetik. Von 1972 bis 1977 war er Kanzler des Royal Hamilton College of Music.
Thoralfson gründete das Winnipeg Chamber Orchestra das er von 1938 bis 1942 leitete und dirigierte u. a. den Chicago Bach Chorus (1947–52), das University of Manitoba Symphony Orchestra (1942–44), den Regina Ladies' Choir (1953–58) und den Bach Elgar Choir of Hamilton 1960–61. Er komponierte u. a. die Oper The Qu'Appelle River Legend (1955) und die Saskatchewan Scenes für Klavier. In erster Ehe war Thorolfson mit der Geigerin Irene Diehl verheiratet.

## Quelle
- The Canadian Encyclopedia - Frank Thorolfson

| Personendaten    | Personendaten                                              |
| ---------------- | ---------------------------------------------------------- |
| NAME             | Thorolfson, Frank                                          |
| KURZBESCHREIBUNG | kanadischer Pianist, Dirigent, Musikpädagoge und Komponist |
| GEBURTSDATUM     | 5. Februar 1914                                            |
| GEBURTSORT       | Winnipeg                                                   |
| STERBEDATUM      | 26. März 1977                                              |
| STERBEORT        | Hamilton, Ontario                                          |